# 1487
1487 (MCDLXXXVII) fue un año común comenzado en lunes del calendario juliano.

## Acontecimientos
- Se aprueba la paz de Santiago.
- 19 de agosto: Tras un fuerte asedio y cruentos combates en la zona de la Plaza de la Merced, los Reyes Católicos entran triunfalmente en la ciudad de Málaga, estableciendo allí su residencia para afrontar la Reconquista de Granada.
- Se publica el libro sobre la caza de brujas Malleus maleficarum, con inquisiciones contra los practicantes y sospechosos de brujería.
- España - Reyes Católicos: Bando de 1487 declarando que la guerra de Granada servirá de redención de delitos a la nobleza. Se trataba de una invitación apremiante hecha a los nobles para que abandonaran Galicia y se enrolaran en la campaña. Así lo hicieron.
- Bartolomeu Dias dobla el Cabo de Buena Esperanza.
- Se comienza a construir el Kremlin de Moscú
- En Tenochtitlan han terminado la construcción del Templo Mayor.

## Nacimientos
- 27 de octubre: Giovanni da Udine, pintor italiano (f. 1564), habitual colaborador de Rafael.
- Bonifazio Veronese (nacido Bonifazio de' Pitati), pintor italiano (m. 1553)
- Magdalena de la Cruz

## Fallecimientos
- Nicolás de Flüe
- Tlacaélel
- Tízoc, tlatoani mexica
- Juan de Beaumont, prior de la Orden de San Juan, canciller de Navarra y líder del bando beamontés en la guerra civil navarra.